# Ploceus melanogaster
Ploceus melanogaster là một loài chim trong họ Ploceidae.